# John Avery
John Avery (szül. Henry Every, Plymouth, 1659. augusztus 23. – Bideford, 1699 után) angol kalózkapitány, egyike a legnagyobb zsákmányt ejtőknek.

## Élete
Avery – becenevén Hosszú Ben – hajósinasból lett első tiszt. 1694-ben egy kereskedelmi hajón szolgált. (Egyes források szerint Duke, mások szerint Charles II. volt a hajó neve.) A spanyolok vették bérbe a vizcayai-öbölbeli francia csempészek ellen. Egy évig álltak La Coruna kikötőjében. A rosszul fizetett legénység Avery vezetésével fellázadt, a hajó nevét Fancyre keresztelték, Gibson kapitányt pedig néhány emberével a partra tették. A Fancy a Zöld-Foki szigeteknél bukkant fel először. A kalózok túszul ejtették a portugál kormányzót és csak váltságdíjért engedték el. Útban Guinea felé hajókat raboltak ki, arannyal kereskedő bennszülöttektől pedig elvették az árujukat, és őket rabszolgaként eladták.
Megkerülve a Jóreménység-fokot az India óceánon hajóztak tovább. Itt Avery összeállt néhány másik kalózhajóval, majd neszét vette, hogy az indiai nagymogulnak szánt évi ajándék Mekka felé tart. Rövid időn belül már nyolc kalózhajó állt készen a kifosztására. A mogul hajója, a Gandzsidavay két óra öldöklő harc után a kalózok hatalmába került. A hatalmas arany és ezüstzsákmány mellett a szingapúri maharadzsa lánya is foglyuk lett. A diplomáciai botrány óriási volt. A nagymogul az egész angol kereskedelmet be akarta tiltani, ezért Avery William Kidd mellett nem részesülhetett III. Vilmos 1699-es amnesztiájában. A Royal Navy hadihajókat küldött az üldözésükre. Long Ben rábeszélte a többi kapitányt, hogy a  kincset lezárt ládákban hordják a Fancyre, majd Madagaszkáron végleg osztozkodnak. Ezek után áthajózott a hadihajók között, de Madagaszkár helyett New Providencebe szökött, majd hazatért Angliába. Bostonban élt álnév alatt, közben megpróbálta kincsét közvetítők és uzsorások útján pénzzé tenni, de azok egyszerűen elsikkasztották. Koldusként halt éhen Bideford határában. Halálának időpontja ismeretlen.

## Emlékezete
- Daniel Defoe John Averyről mintázta a Stingleton kapitány főhősét.